# Pedemontia delmastroi
Pedemontia delmastroi är en mångfotingart som beskrevs av Jean-Paul Mauriès 1994. Pedemontia delmastroi ingår i släktet Pedemontia och familjen knöldubbelfotingar. Inga underarter finns listade i Catalogue of Life.